# 불암고등학교
불암고등학교(佛岩高等學校)는 대한민국 서울특별시 노원구 중계동에 위치한 공립 고등학교이다.

## 학교 연혁
- 2005년 1월 5일 : 학교 인가
- 2005년 3월 2일 : 초대 박수환 교장 취임
- 2005년 3월 2일 : 제1회 신입생 373명 입학식(남 199명, 여 174명)
- 2005년 12월 26일: 학교경영 우수학교 교육감 표창
- 2006년 3월 2일: 제2회 신입생 327명 입학식(남 182명, 여 145명)
- 2006년 12월 28일: 과학교육 우수학교 교육감 표창
- 2007년 9월 1일 : 제2대 신호근 교장 취임
- 2008년 2월 2일 : 제1회 졸업생 341명 졸업식(남 178명, 여 163명)
- 2017년 3월 1일 : 연합형 선택 교육과정 연구학교 지정
- 2018년 3월 1일 : 고교학점제 도입을 위한 교육과정 및 학교운영 방안연구 연구학교 지정
- 2019년 9월 1일 : 제6대 한홍열 교장 취임
- 2020년 2월 7일 : 제13회 졸업생 324명(남 168명, 여 156명) (총 5,285명)
- 2020년 3월 2일 : 제16회 신입생 295명(남 153명, 여 142명)

## 참고 자료
- 불암고등학교 - 한국교육학술정보원 학교알리미